# Майзедер, Йозеф
Йозеф Майзедер (нем. Josef Mayseder; 26 октября 1789, Вена — 21 ноября 1863, Вена) — австрийский скрипач и композитор.

## Биография
Йозеф Майзедер родился 26 октября 1789 года в городе Вене. Учился игре на скрипке у Пауля Враницкого и Игнаца Шуппанцига, позднее изучал композицию под руководством Эмануэля Фёрстера. В 1800 году, неполных одиннадцати лет, дал в Вене первый сольный концерт.
С 1810 года концертмейстер оркестра Придворной оперы, с 1816 года — солист придворной капеллы, с 1835 года императорский придворный музыкант (нем. Kammervirtuose). Выступал также как ансамблевый музыкант: в 1804—1816 годах играл вторую скрипку в квартете Шуппанцига, а затем на протяжении более чем 40 лет вёл в качестве первой скрипки собственный квартет. Эдуард Ганслик в «Истории музыкальной жизни Вены» (1869) отмечает «несравненную точность его техники и благородное изящество игры»; Гектор Берлиоз в своих воспоминаниях характеризует Майзедера как «блестящего скрипача, точного, элегантного, безупречного, всегда уверенного в себе».
Йозеф Майзедер умер 21 ноября 1863 года в родном городе.
Майзедеру как композитору принадлежат разнообразные и многочисленные скрипичные сочинения (в том числе три концерта, два концертино, три дуэта для двух скрипок и т. д.), ансамбли с участием гитары (Майзедер часто выступал вместе с Мауро Джулиани), семь струнных квартетов и прочая инструментальная музыка, а также Месса (1846).
Среди учеников Майзедера преобладали титулованные дилетанты, однако он был наставником и таких музыкантов, как Генрих Вильгельм Эрнст, Август Ланнер, Генрих Панофка, Луи Шлёссер, Миска Хаузер, Артюр Сен-Леон, Чезаре Тромбини.
Считается, что Майзедер был близок к Никколо Паганини в венский период его жизни. Анатолий Виноградов в романизированной биографии «Осуждение Паганини» уделяет немало места разговорам Паганини и Майзедера.
Почётный гражданин Вены (1817). Рыцарь Ордена Франца Иосифа (1862).